# زیلس

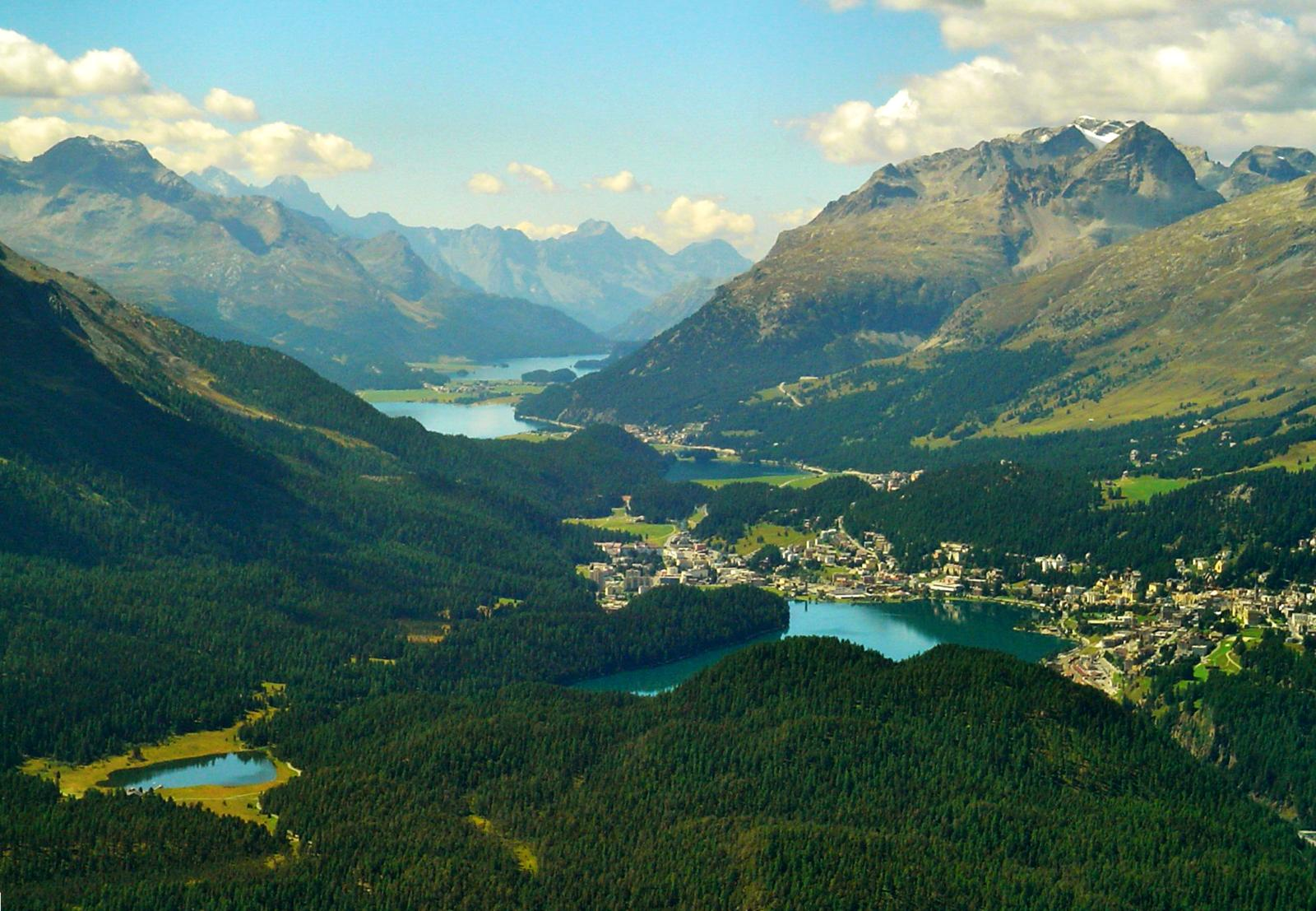
نمایی از دره انگادین که در آن دریاچه شتاتس، شهر سنت موریتز، زیلواپلانا و زیلس نمایان هستند.

زیلس در انگادین (به آلمانی: Sils im Engadin) یک بخش در ایالت گراوبوندن کشور سوئیس است. فریدریش نیچه فیلسوف نامدار آلمانی در تابستان سال ۱۸۸۱ و بین سال‌های ۱۸۸۳ تا ۱۸۸۸ در این منطقه زندگی کرد و خانه‌ای که او در آن گذران کرده‌است هم‌اکنون به نام نیچه هاوس به صورت موزه و کتابخانه نگهداری می‌شود.